# Trochosa gunturensis
Trochosa gunturensis là một loài nhện trong họ Lycosidae.
Loài này thuộc chi Trochosa. Trochosa gunturensis được Patel & C miêu tả năm 1993. Adinarayana Reddy.